# За Прутом (заповідне урочище)
За Прутом — заповідне урочище місцевого значення. Об'єкт розташований на території Снятина Івано-Франківської області.
Площа — 4,0000 га, статус отриманий у 1983 році.